# Pteridotelus hematopus
Pteridotelus hematopus là một loài bọ cánh cứng trong họ Cerambycidae.